# 婦女頭巾

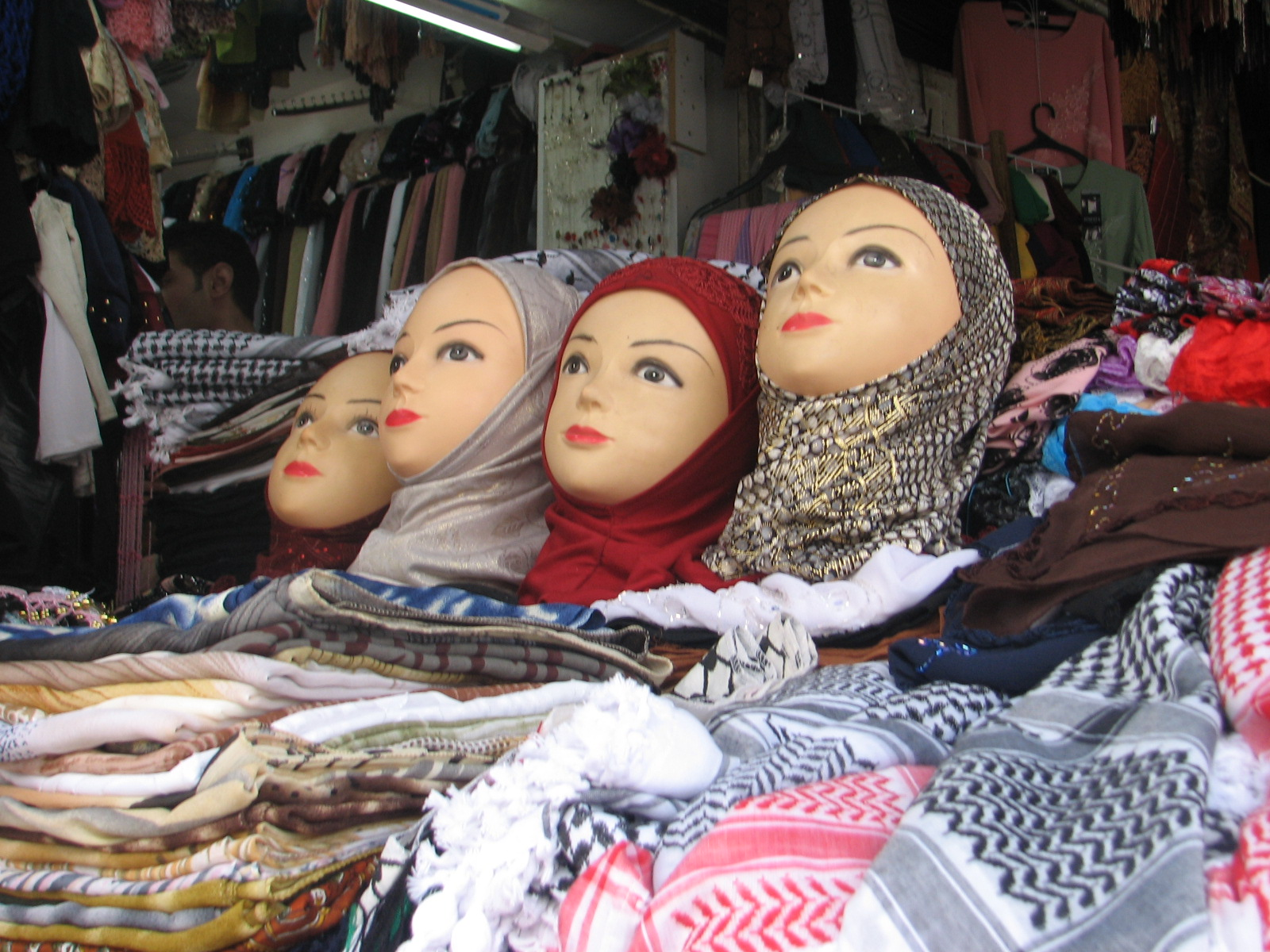
大馬士革販售的穆斯林婦女頭巾

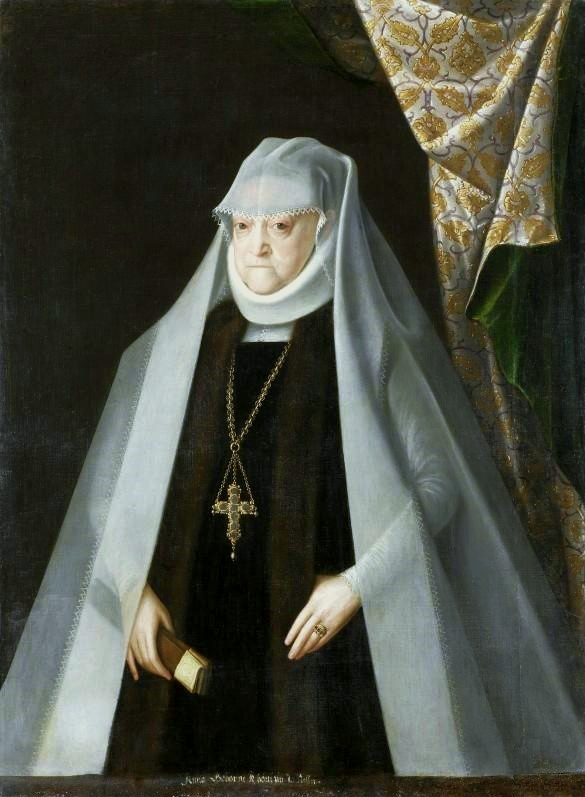
16世紀波蘭女王安娜所穿戴的Wimple頭巾

婦女頭巾是指婦女用于覆蓋或包裹頭髮以及頭的大部分區域的頭巾。除了頭巾本身遮陽、保暖的功能外，在宗教中（尤其是伊斯蘭教），出于遮蔽羞體的要求，穆斯林婦女是否穿戴頭巾具有極其重要的意義。

## 目的
頭巾可以用於各種目的，例如保護頭部或頭髮免受風沙或灰塵玷汙，而在宗教上又有諸多意義，也可隱藏禿頭，表示謙遜或其他形式的風俗。現代頭巾主要用於遮蔽陽光、保暖或宗教方面。20世紀後期，在西南亞，歐洲，北非和美洲的許多地方以及世界上的其他地方，女性一般都會穿戴頭巾。近幾十年來，像帽子一樣的頭巾在西方文化中已經慢慢消失了。儘管如此，在東歐的許多農村地區以及中東（西亞）的許多地區仍然很常見帽子形狀的頭巾。
在穆斯林世界很常見的頭巾（蓋頭）希賈布，源於古蘭經上的傳統，主要為穆斯林婦女展現宗教意義，希賈布蓋頭風格各地有些差異。

### 宗教用途
頭巾具有宗教意義或功能，或者被視為社會規範的問題，兩者經常被混淆。

#### 伊斯蘭教
穆斯林世界中，通常對成年女性穆斯林服飾有所要求。羞體的範圍定義雖有爭議，但通常除面部、手部外，要求遮蓋身體所有部分。女性穆斯林會穿戴俗稱希賈布‎（hijab）、正稱是‎（khimar）的頭巾。更進一步的遮蓋，是全身遮蓋（波卡），眼部亦不會露出，其他種類的穆斯林頭巾還有尼卡布、卡多爾（伊朗式披風蓋頭）、杜芭塔（dupatta）及其他希賈布樣式。在中國的穆斯林民族中，亦是如此。頭巾如果縫製成固定的形狀，又可稱為蓋頭。東鄉族婦女的蓋頭分黑、綠、白三種顏色。女孩從七八歲開始戴綠色蓋頭，婚後戴黑色蓋頭，老年婦女則戴白色蓋頭。
- 相關法律

伊斯蘭國家或其它國家，對女性是否佩戴頭巾有不同的規定和限制。伊朗根據法律要求女性在公共場所將頭髮用頭巾包裹。國外來訪的非穆斯林女客，也不例外。有些國家則相反，土耳其法律規定，婦女不得戴著頭巾進入學校或其他公共建築。
2004年9月2日，法國政府有關禁止學生在公立學校佩戴具有明顯宗教標誌飾物（穆斯林頭巾、猶太人禮帽以及基督宗教十字架等）的法令正式生效。有5名穆斯林女學生因堅持穿戴頭巾而被公立學校開除。
- 女穆斯林頭巾

各地女穆斯林穿戴頭巾的方式略有不同。有些地區可露出部分頭髮、耳朵或頸部，又或者頭巾較為透明，更為保守的地區，頭巾則完全不透明，僅露出面部或眼部。

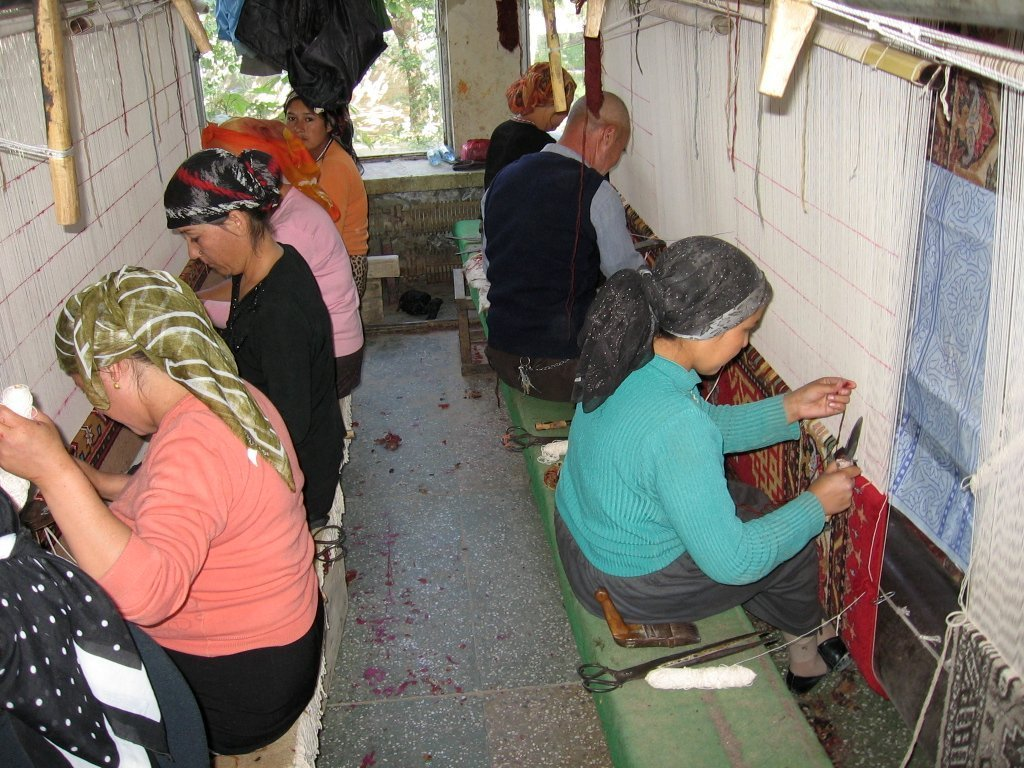
2005年，佩戴頭巾的中國維吾爾族女工。头巾并不遮盖颈部。
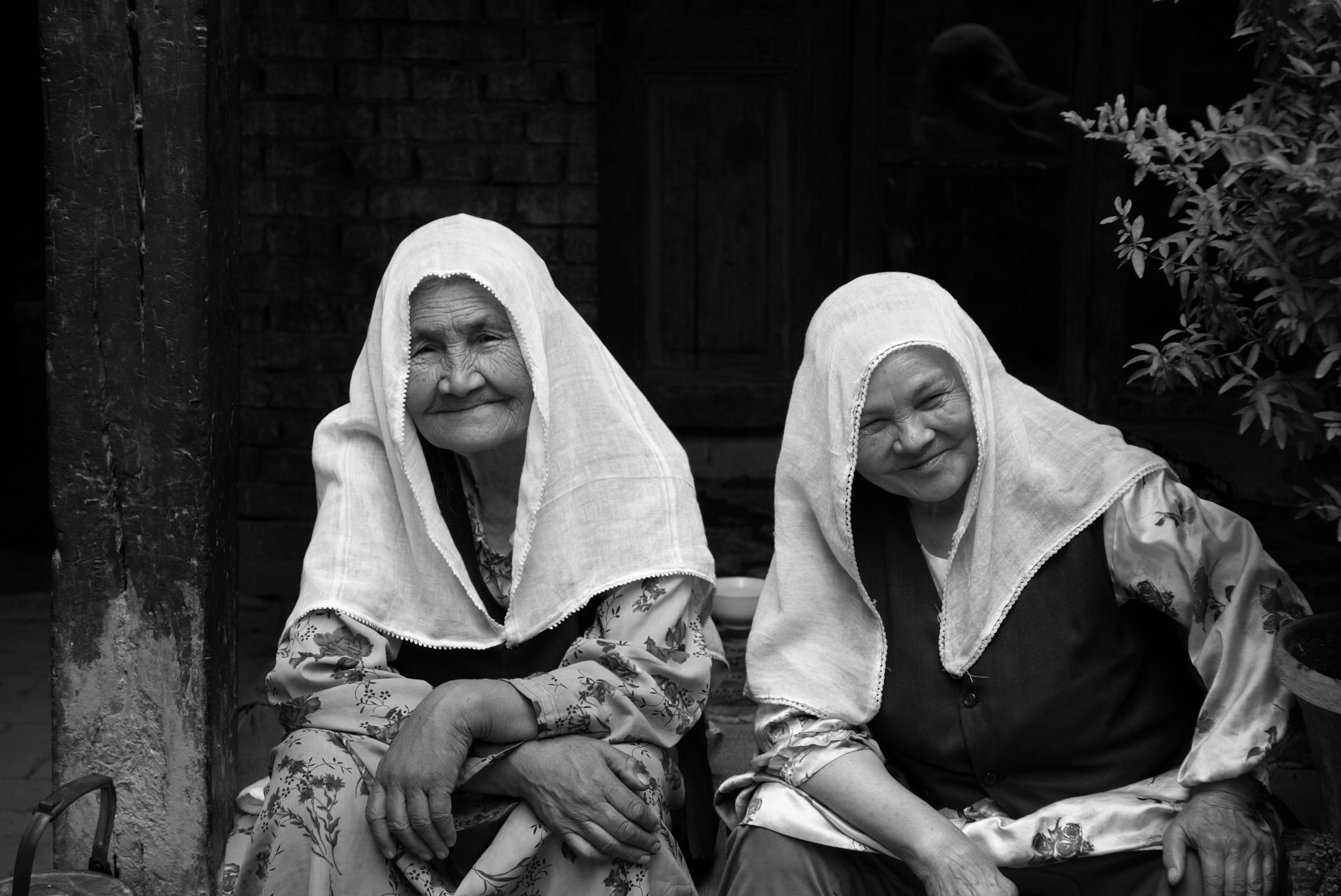
2016年，穿戴白色盖头的新疆喀什老年维吾尔妇女。头巾并不遮盖颈部。
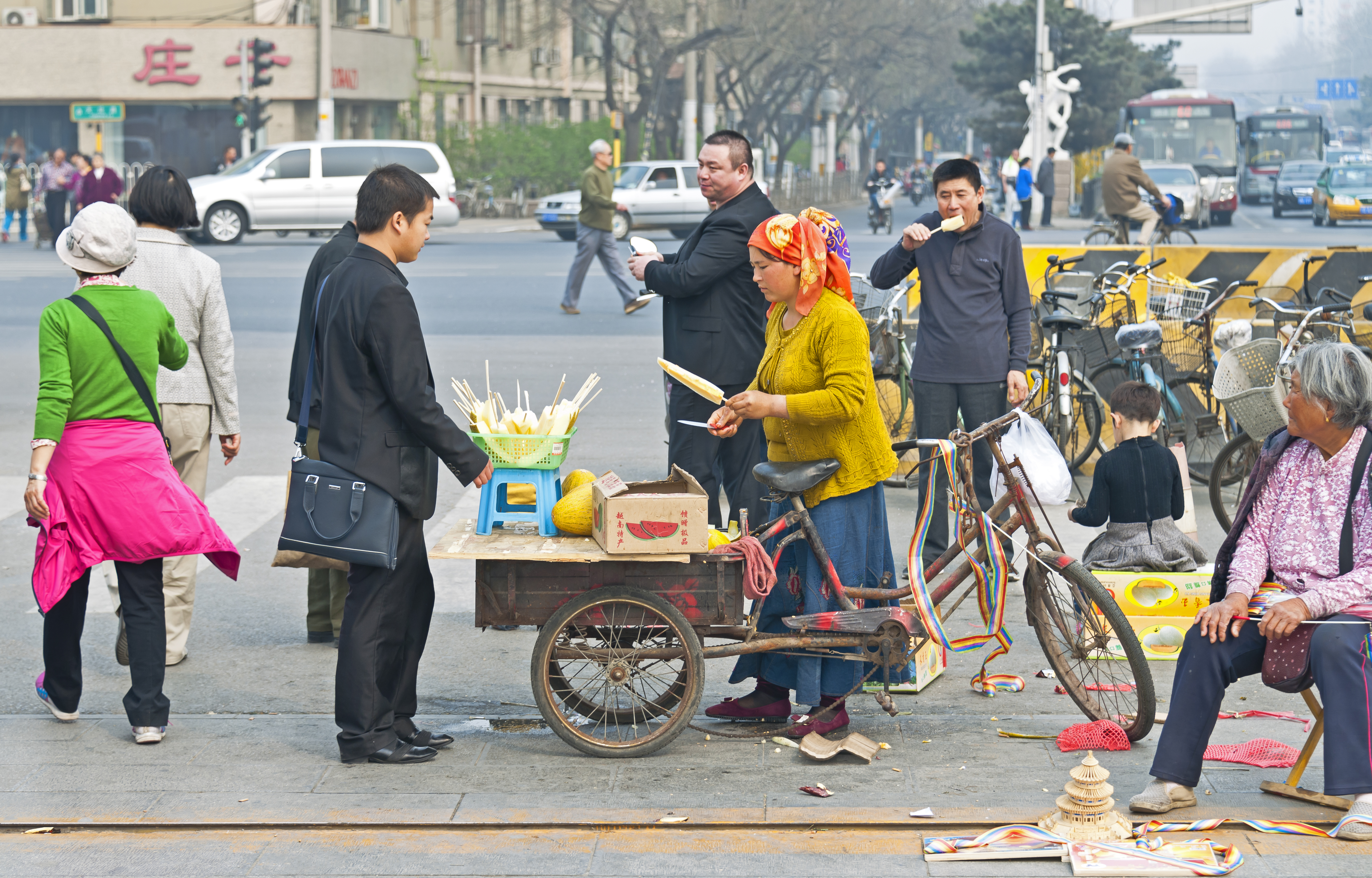
2014年在北京街头的女性小贩，身着穆斯林式女性服饰，佩戴头巾、长衣、长裙。
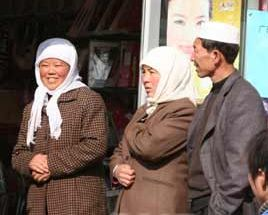
佩戴頭巾的中國回族婦女
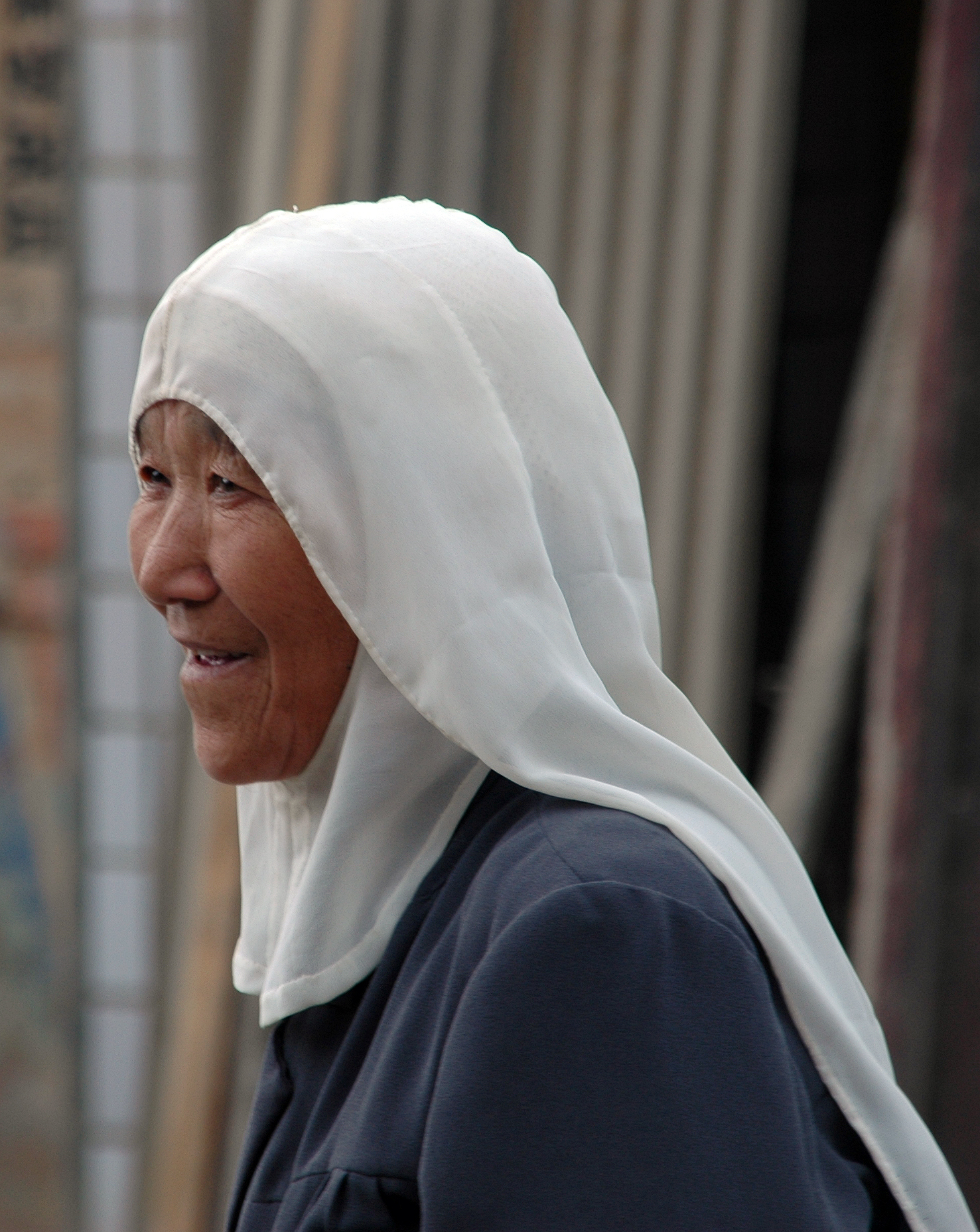
佩戴蓋頭的中國東鄉族婦女
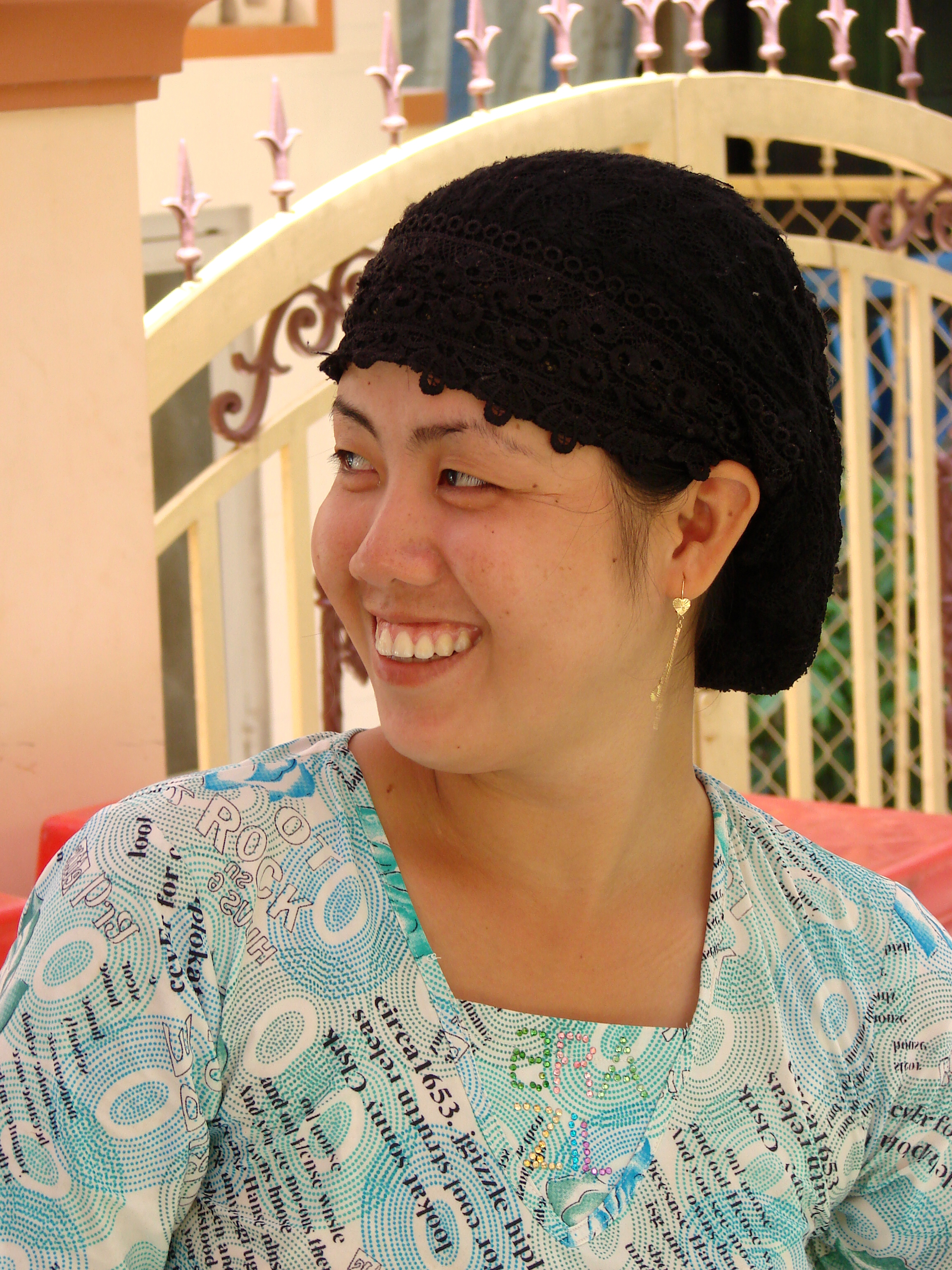
越南穆斯林女性
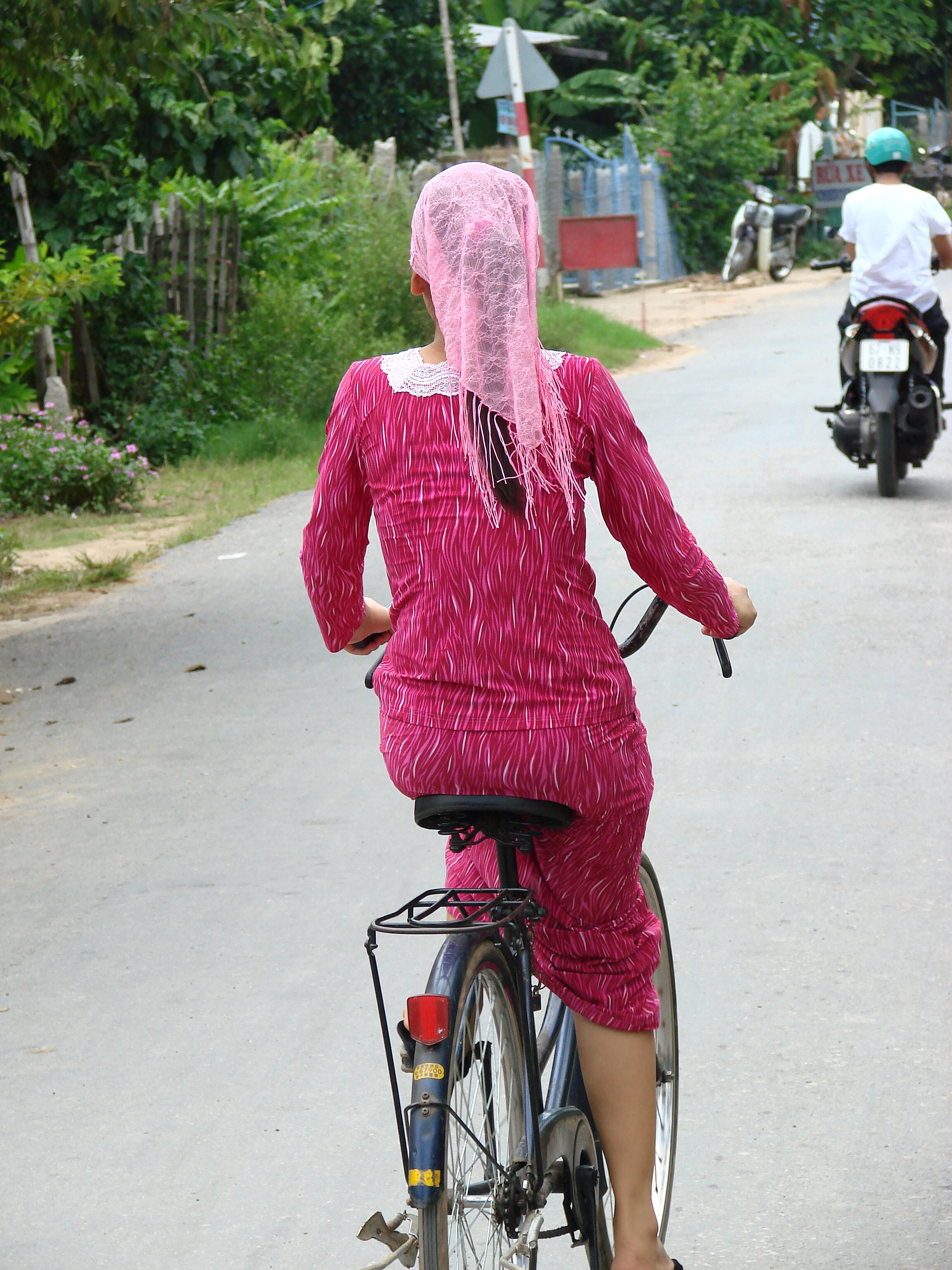
越南穆斯林女性，頭巾較為透明，可見頭髮顏色
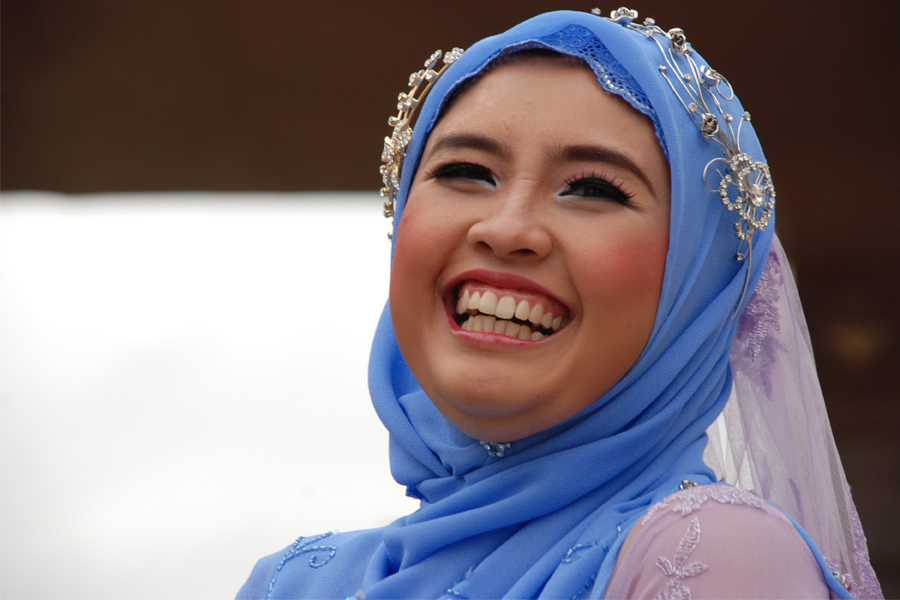
馬來西亞穆斯林女性
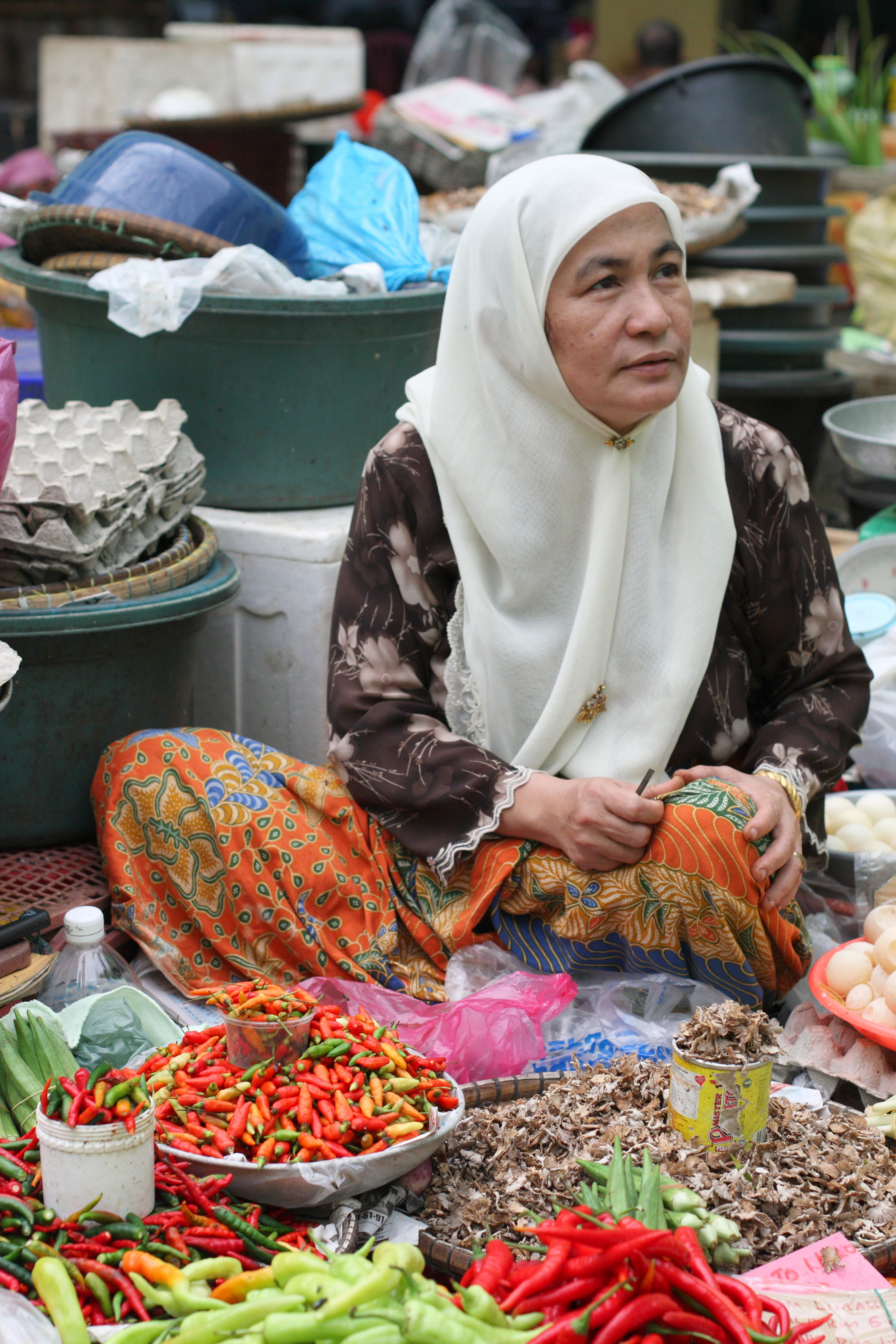
馬來西亞穆斯林女性
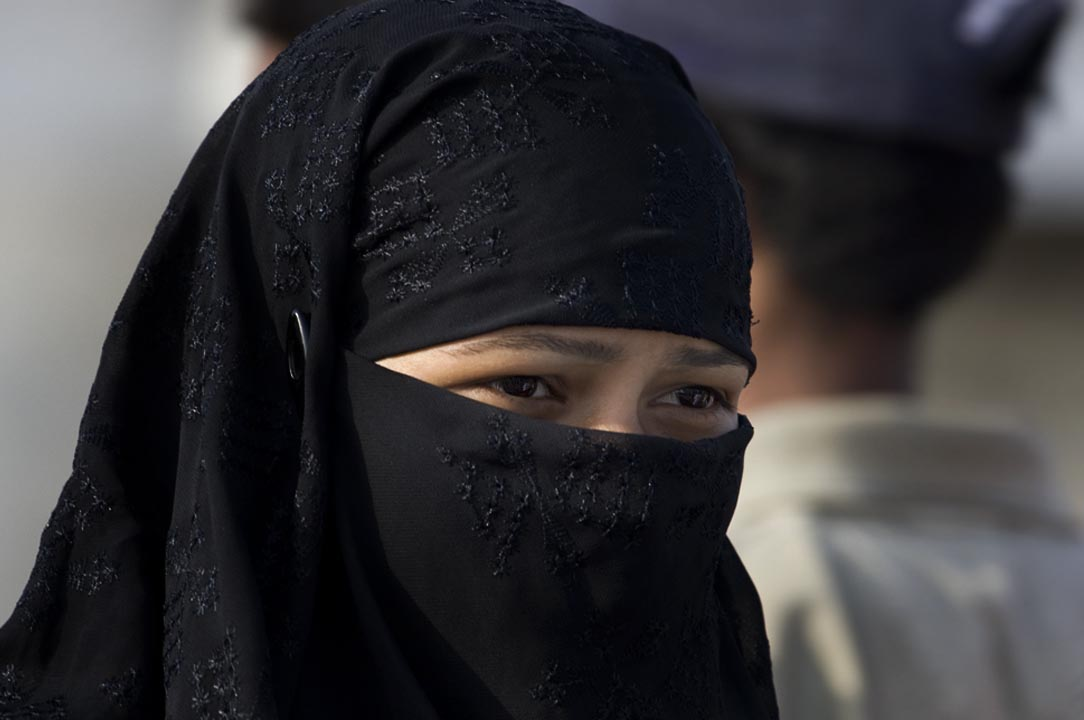
印度穆斯林女性
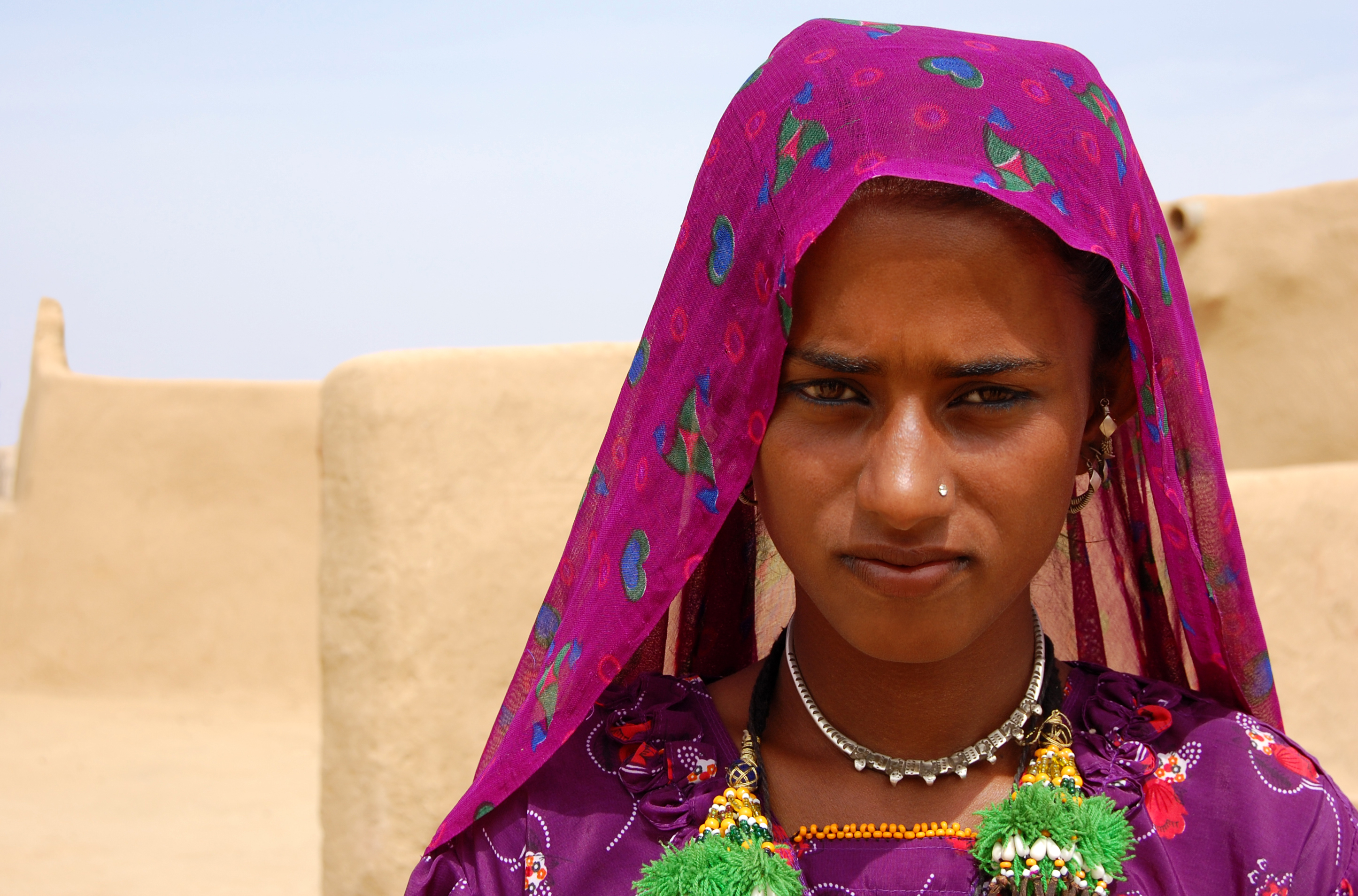
印度賈沙梅爾地區的穆斯林女性
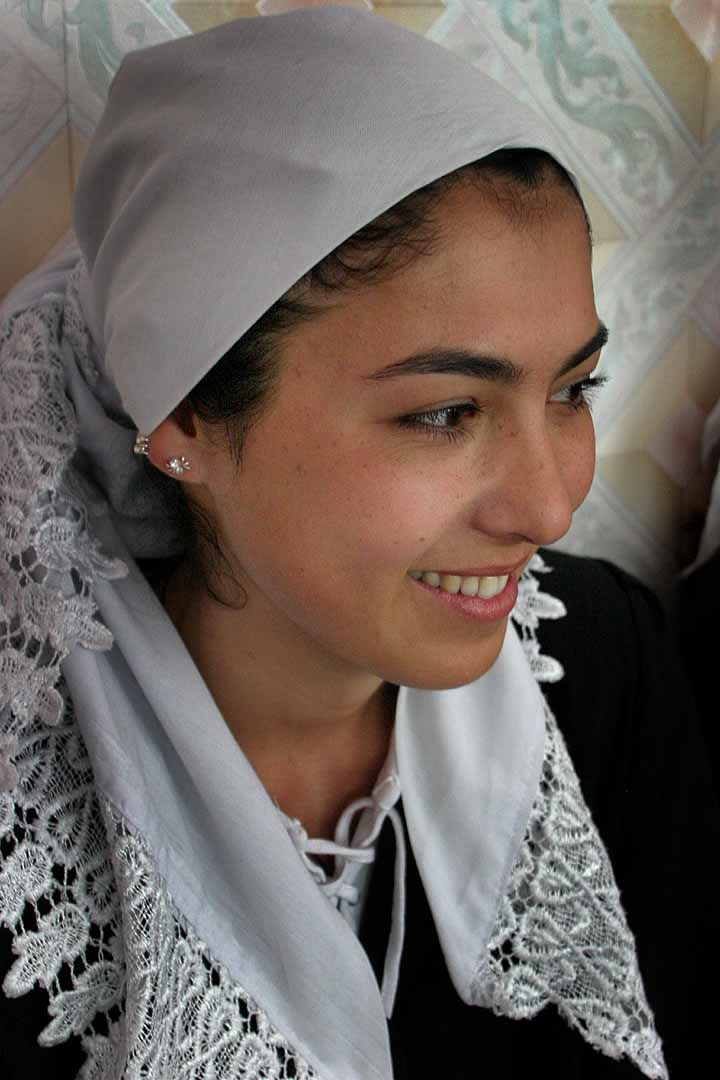
塔吉克斯坦穆斯林婦女
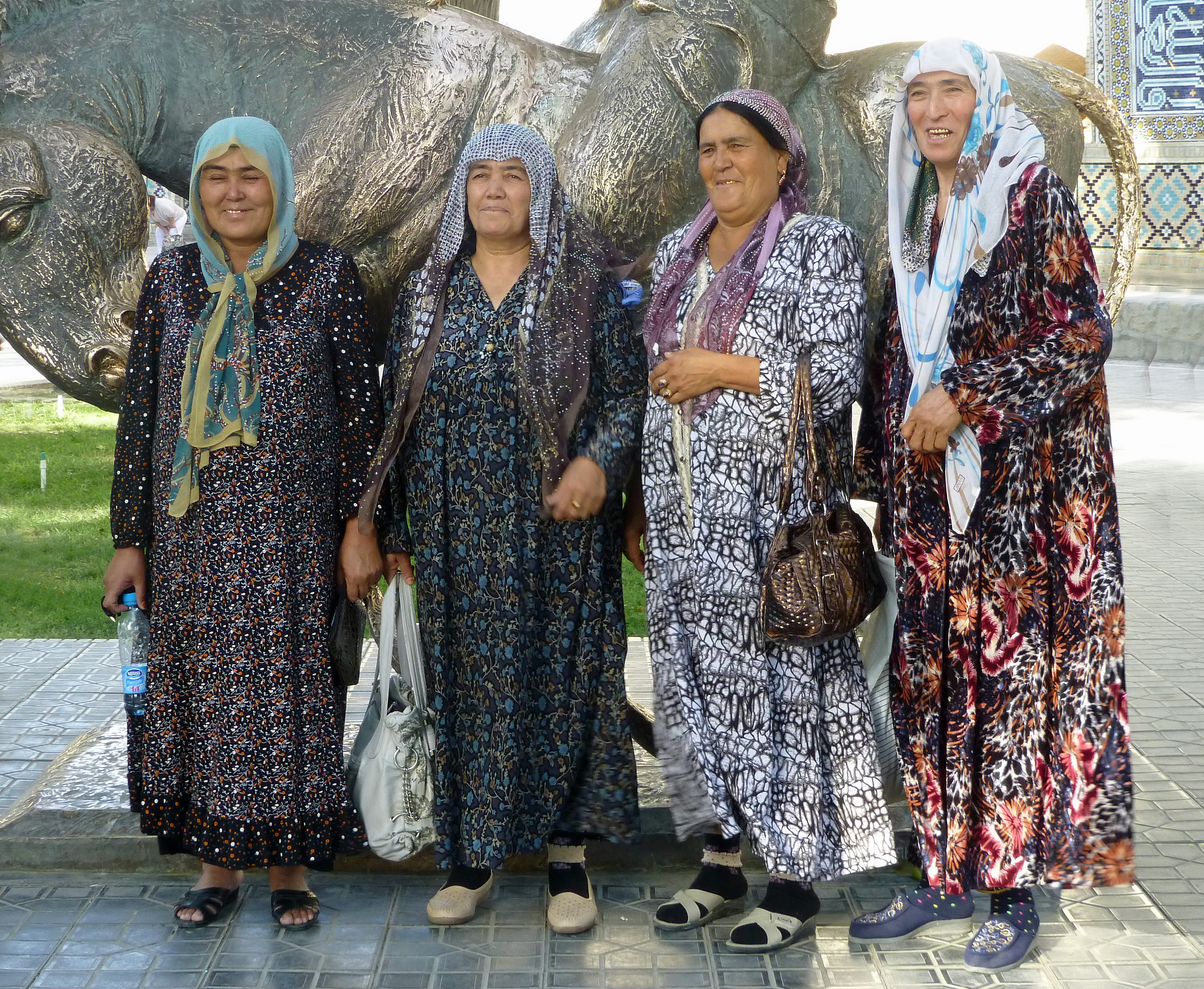
烏茲別克斯坦穆斯林婦女
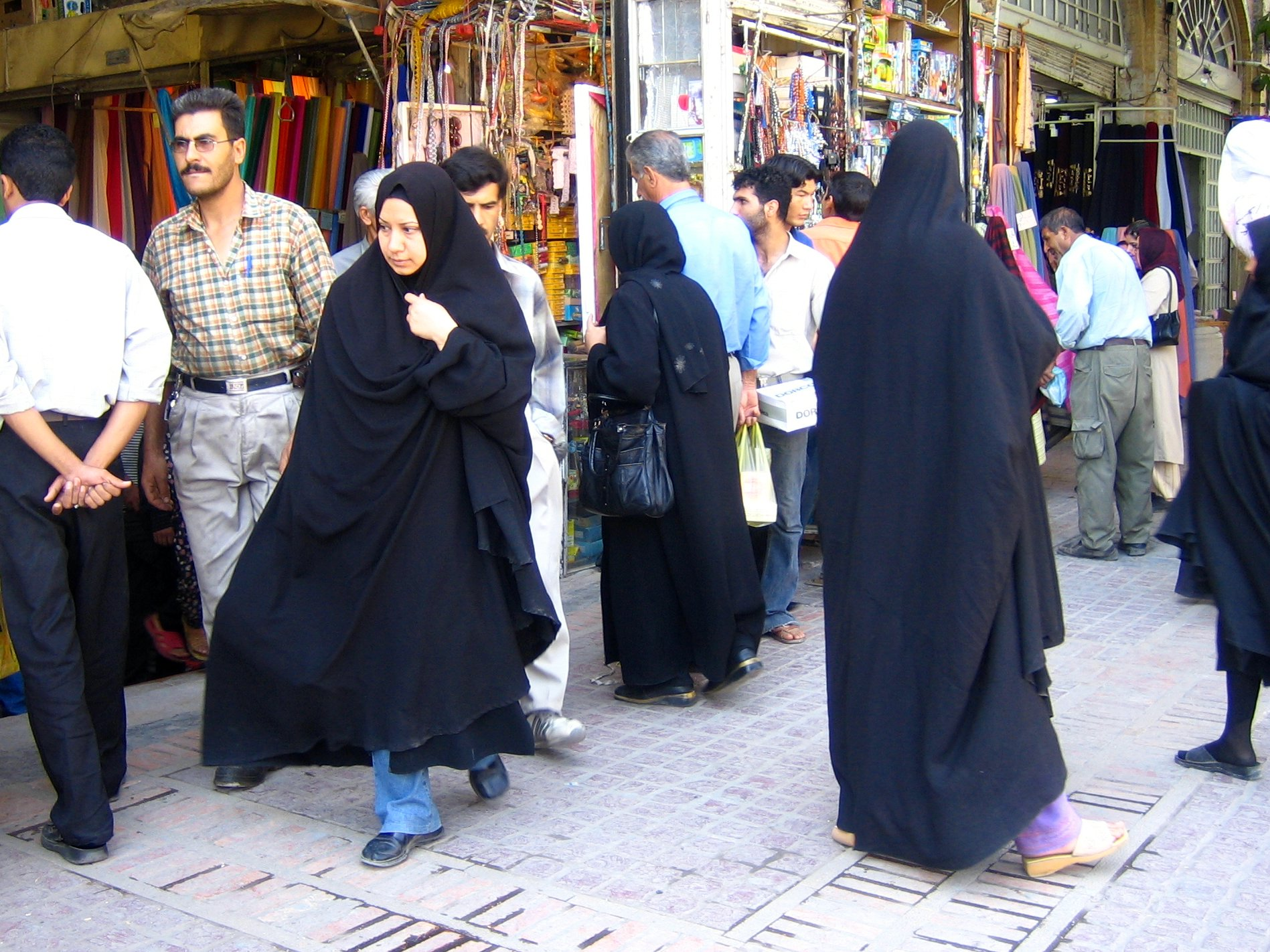
伊朗設拉子的穆斯林女性穿著卡多爾
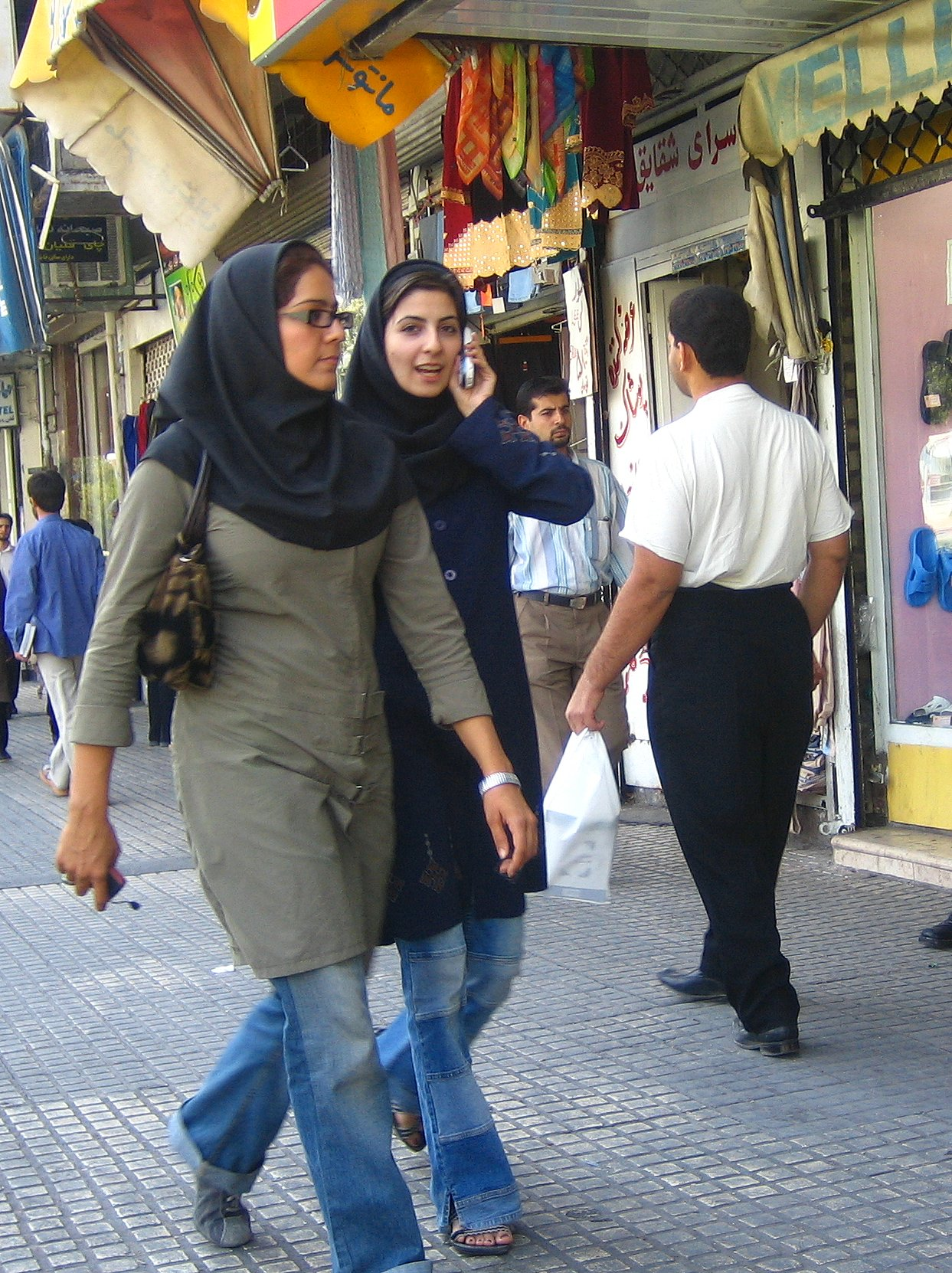
穿戴頭巾但露出一些頭髮的伊朗穆斯林女性
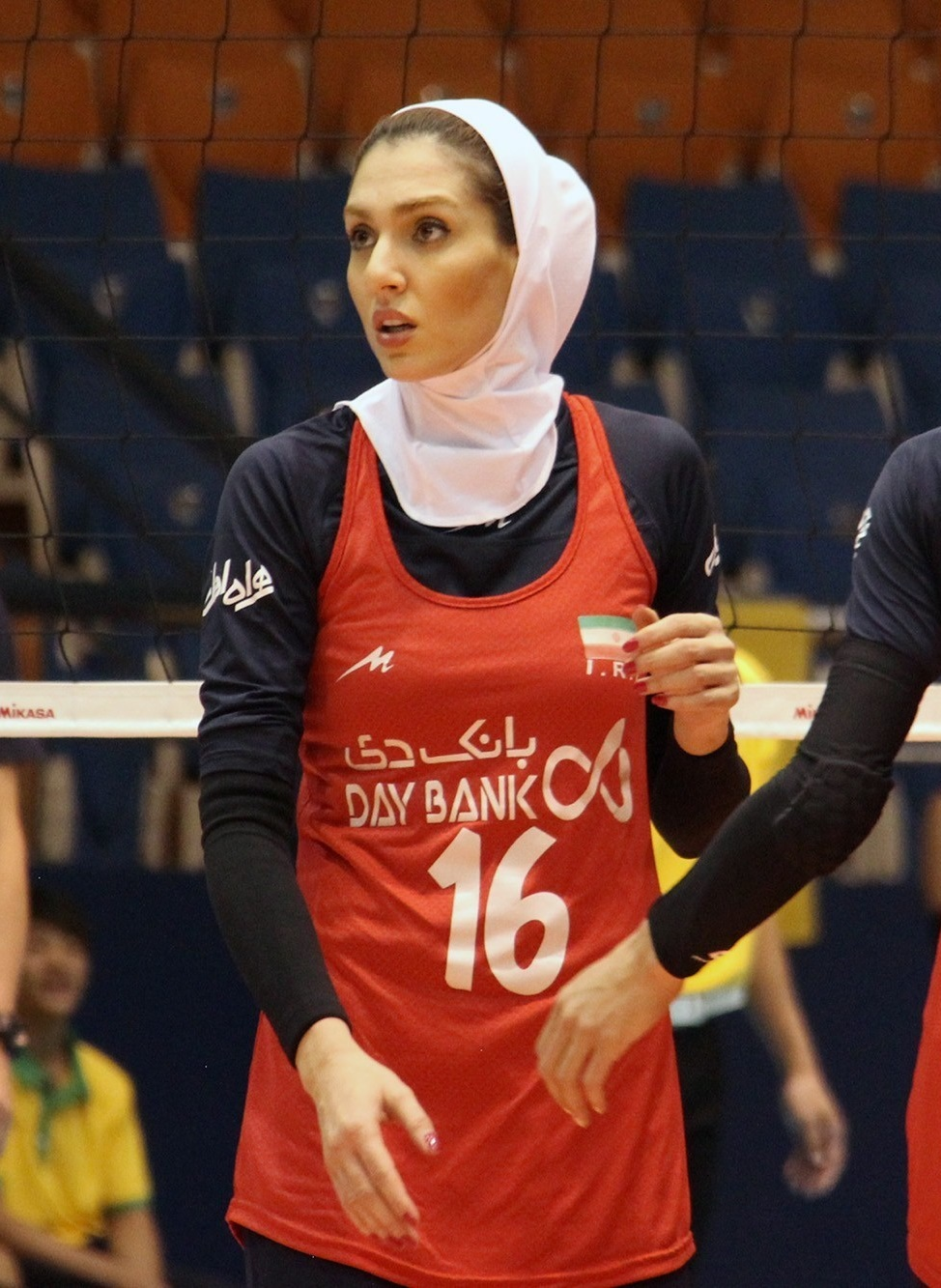
伊朗穆斯林女運動員Farnoosh Sheikhi
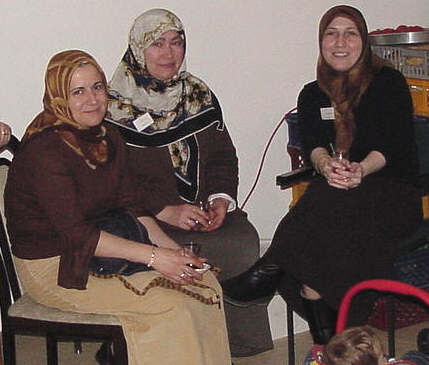
穿戴頭巾土耳其穆斯林婦女。這種頭巾樣式在敘利亞和黎巴嫩也普遍出現
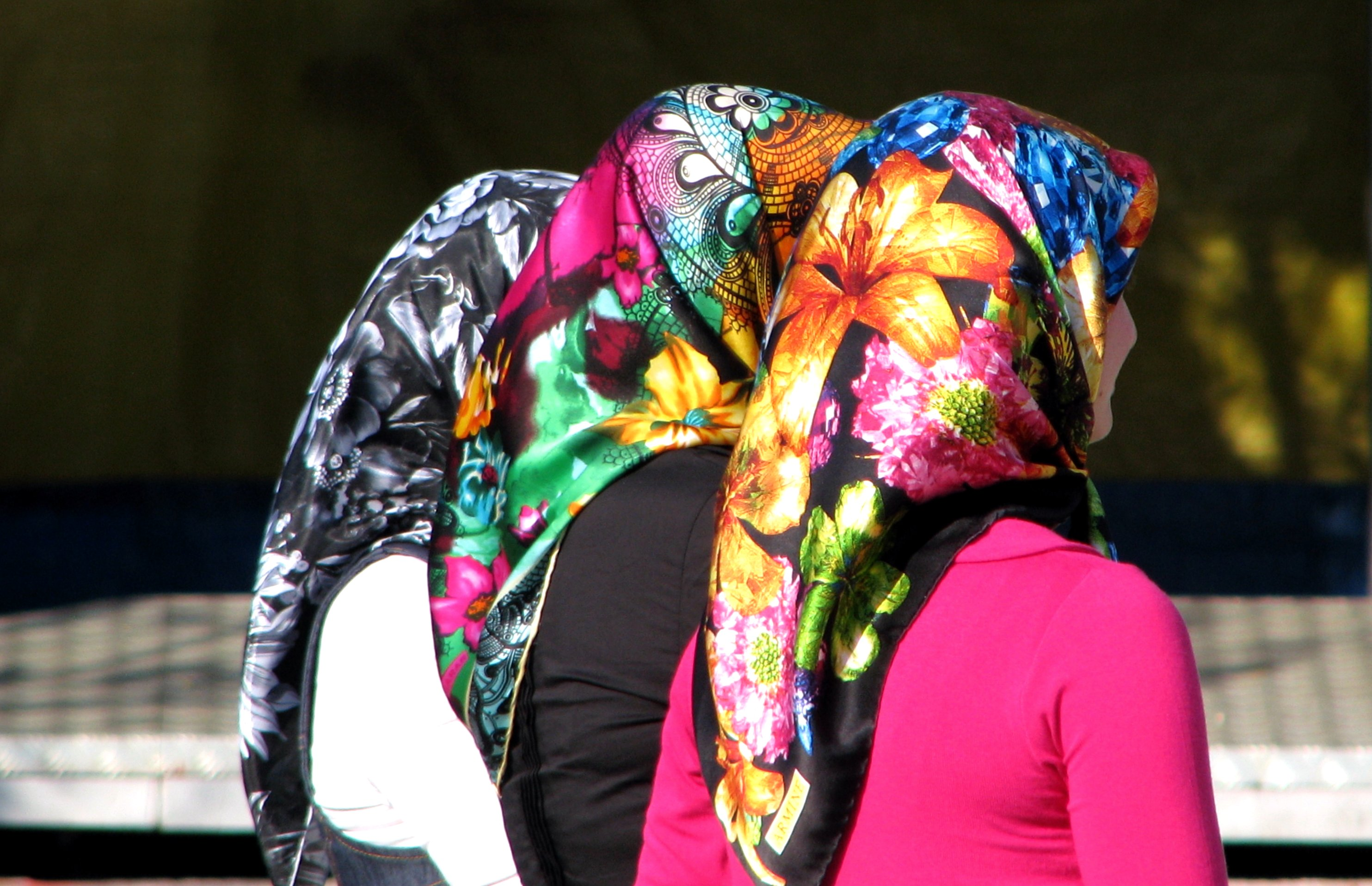
土耳其穆斯林婦女穿著色彩鮮艷的蓋頭
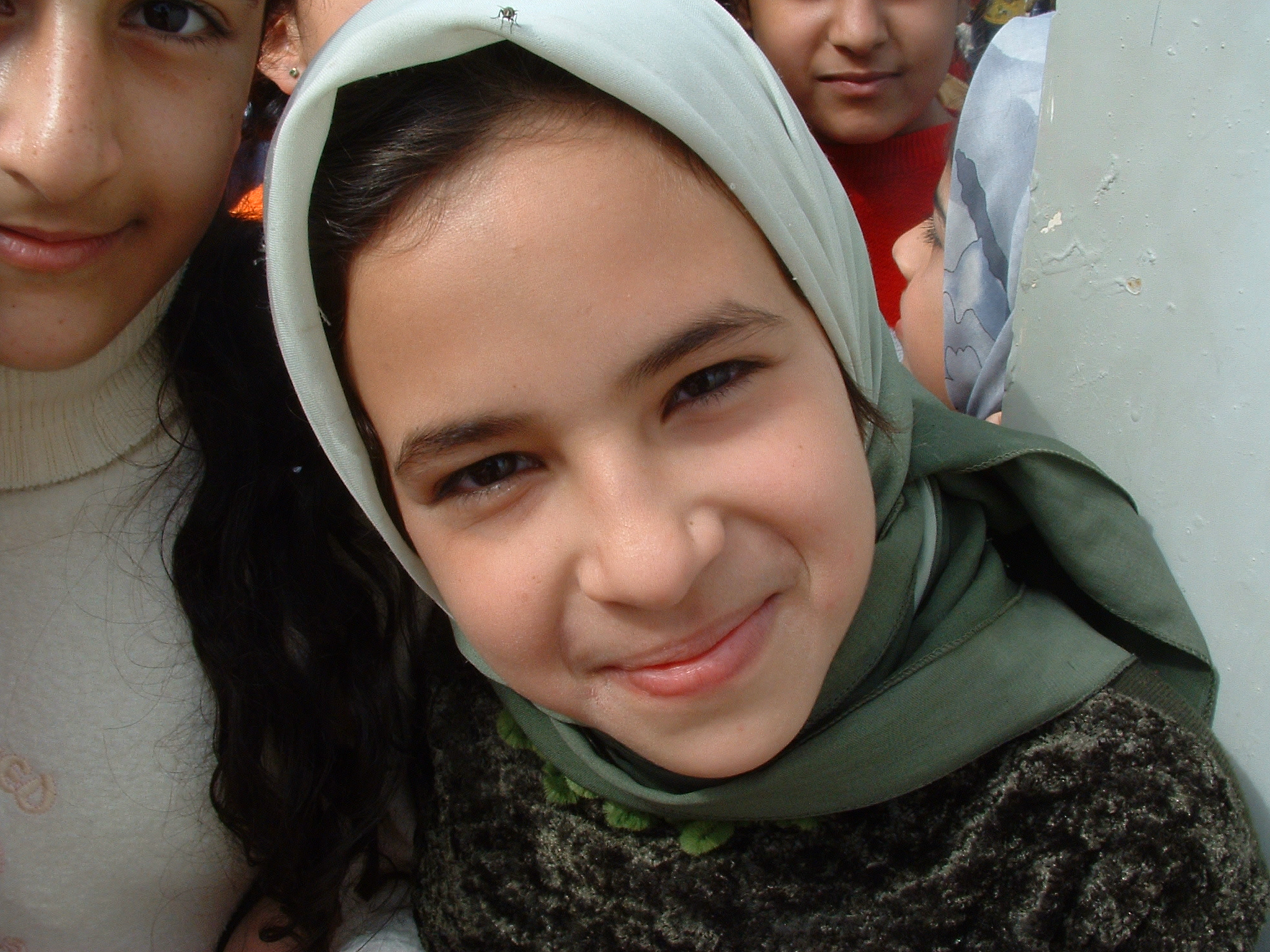
穿戴頭巾的伊拉克穆斯林少女
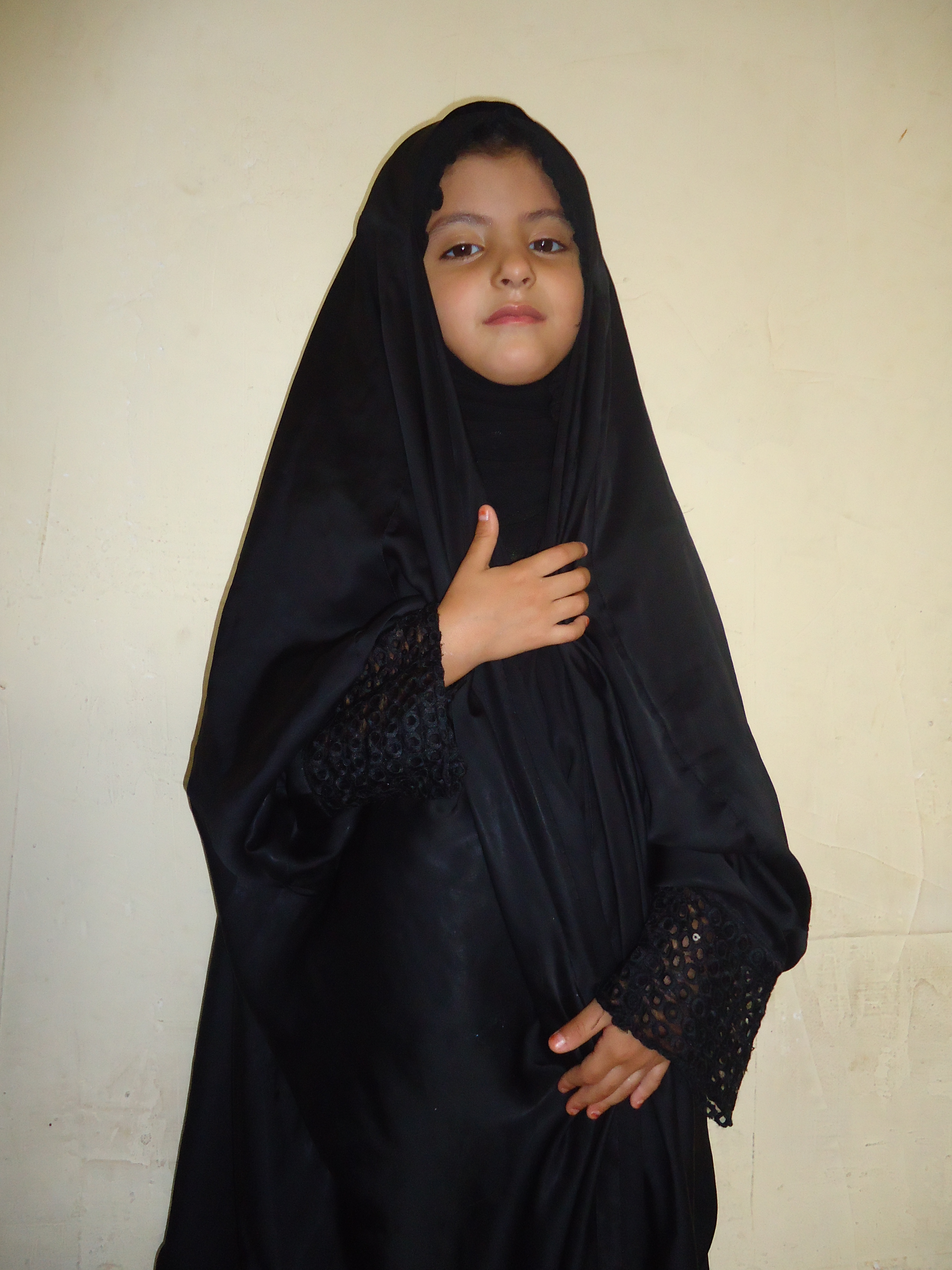
穿著傳統伊斯蘭頭巾的阿拉伯穆斯林女孩
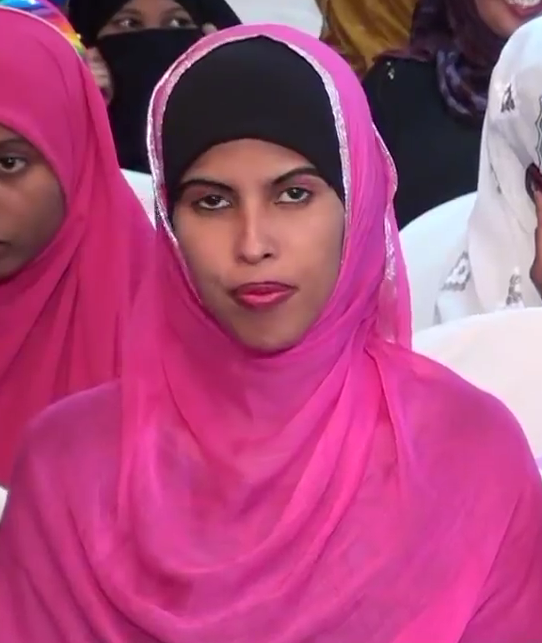
索馬里穆斯林婦女穿戴頭巾

#### 猶太教
信仰猶太教正統派的婦女通常穿戴齊克爾。

#### 基督宗教
至18世紀，基督徒婦女在中東、歐洲和非洲會穿戴頭巾，表示謙遜和已婚。穿戴頭巾的習慣來自聖經，特別是1 Corinthians 11:4–13（哥林多前書11：4-13）傳統上被解釋為要求基督徒婦女佩戴頭巾，沒有戴頭巾（頭紗）的婦女被解釋為“妓女或淫婦”。羅馬天主教會要求參加彌撒的女性基督徒婦女穿戴頭紗直到
1960年代，在西班牙，婦女穿著名為Mantilla的頭巾，與教宗會面時必須穿戴。德國宗教改革家馬丁·路德以及改革宗的主要人物約翰·加爾文也希望女性能夠在教會中掩蓋自己的頭部，衛理宗的創始人約翰·衛斯理也是如此。
在許多農村地區的婦女，特別是寡婦，繼續遵守傳統的基督徒女性穿戴頭巾的禮儀，特別是在東歐和南歐；在南亞，基督徒女性常常穿戴杜芭塔（dupatta）頭巾。
許多再洗禮派的基督徒女性在任何時候都穿戴頭巾，除了睡覺時。
在信仰正教會（東正教）的國家如羅馬尼亞和俄羅斯，基督徒婦女們上教堂做彌撒也普遍穿戴頭巾如同羅馬天主教會的女性基督徒一樣。在俄國，所有參加彌撒禮儀的基督徒女性都穿戴著頭巾，意味著對上主的尊敬。已婚女性穿戴頭巾象徵丈夫是家庭的首領，女孩在做彌撒時也會穿戴頭巾，意味著紀念上主。

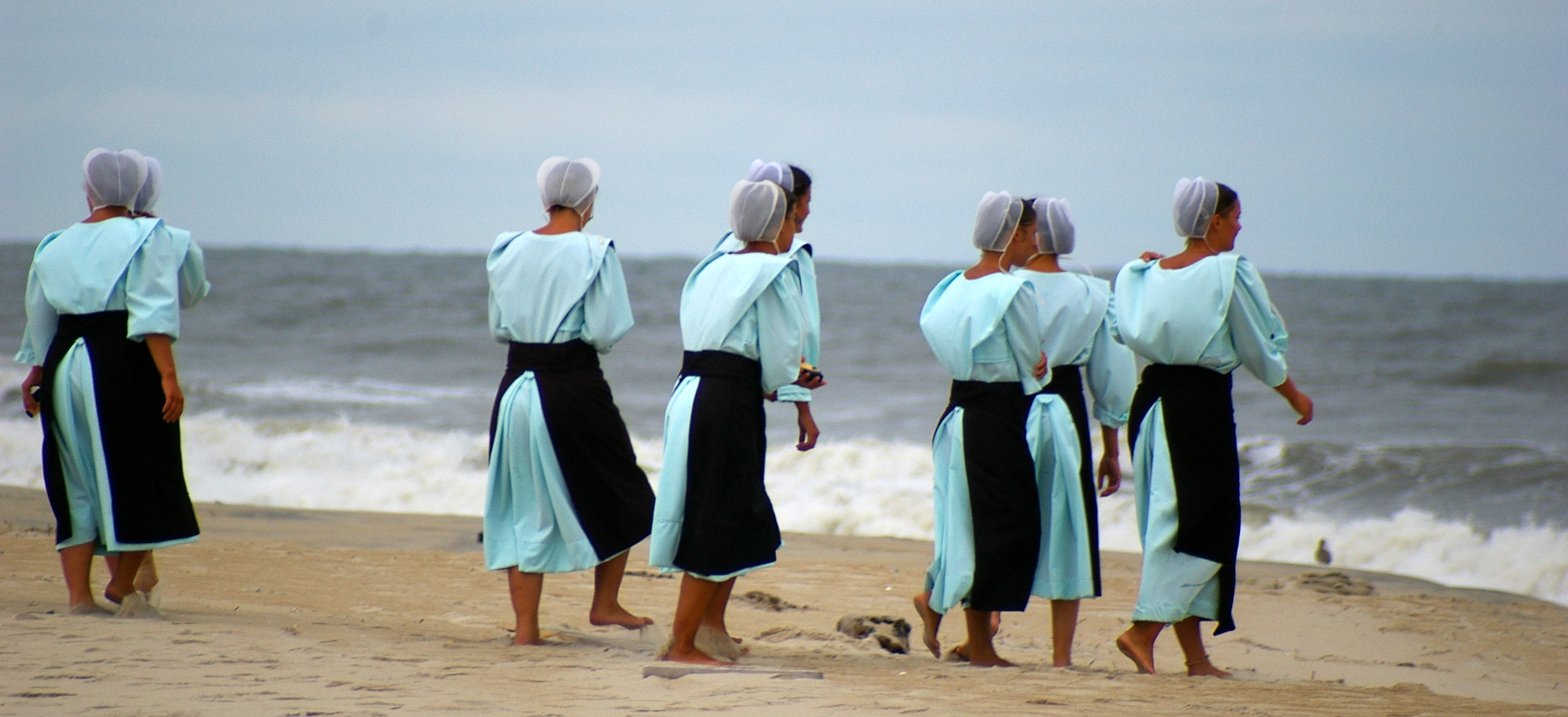
艾美許人穿戴頭巾
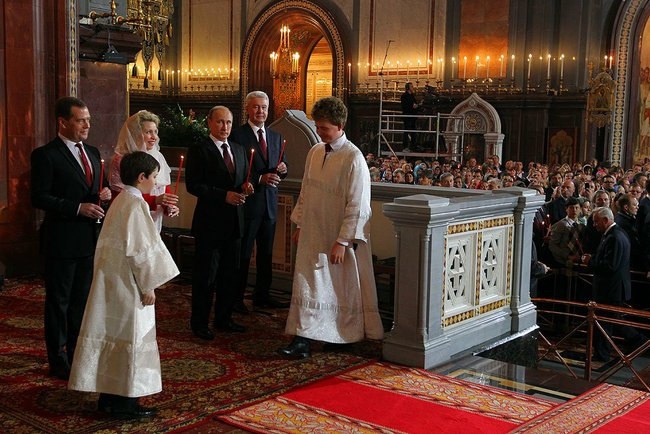
俄羅斯總理梅德韋傑夫的太太斯韦特兰娜·弗拉基米罗芙娜·梅德韦杰娃在莫斯科救世主大教堂參加復活節彌撒時穿戴頭巾
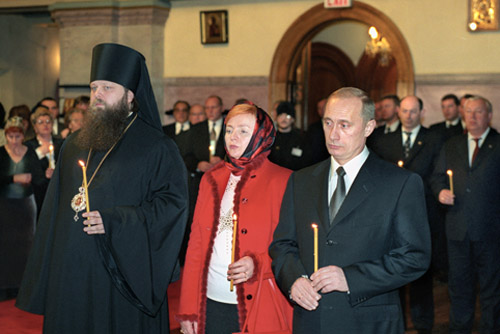
俄羅斯總統普丁前妻柳德米拉·亞歷山德羅芙娜·普京娜於2001年11月16日參加恐攻受害者紀念儀式時穿戴頭巾

#### 錫克教
年輕的錫克教徒經常穿著布包裹來遮住頭髮，然後再移到頭巾上。年長的錫克教徒可能會將它們當作頭巾。